# Ágios Ioánnis (ort i Cypern, Eparchía Lemesoú)
Ágios Ioánnis är en ort i Cypern.   Den ligger i distriktet Eparchía Lemesoú, i den centrala delen av landet, 40 km sydväst om huvudstaden Nicosia. Ágios Ioánnis ligger 842 meter över havet och antalet invånare är 339. Den ligger på ön Cypern.
Terrängen runt Ágios Ioánnis är kuperad, och sluttar söderut. Trakten runt Ágios Ioánnis är ganska glesbefolkad, med 23 invånare per kvadratkilometer. Närmaste större samhälle är Peléndri, 4,9 km väster om Ágios Ioánnis. 
Medelhavsklimat råder i trakten. Årsmedeltemperaturen i trakten är 19 °C. Den varmaste månaden är juli, då medeltemperaturen är 31 °C, och den kallaste är januari, med 8 °C. Genomsnittlig årsnederbörd är 510 millimeter. Den regnigaste månaden är december, med i genomsnitt 112 mm nederbörd, och den torraste är augusti, med 1 mm nederbörd.